# Terekeka
Terekeka är ett län (county) i Sydsudan. Det ligger i delstaten Central Equatoria, i den sydöstra delen av landet, norr om huvudstaden Juba. Huvudort är Terekeka.